# Pieni-Lehtinen (ö i Mellersta Finland)
Pieni-Lehtinen är en ö i Finland. Den ligger i sjön Suontee och i kommunen Joutsa i den ekonomiska regionen  Joutsa ekonomiska region  och landskapet Mellersta Finland, i den södra delen av landet, 180 km nordost om huvudstaden Helsingfors. Öns area är 13,3 hektar och dess största längd är 0,7 kilometer i sydöst-nordvästlig riktning.